# Petru Valensky
Fernando Gabriel Enciso Balparda, conocido como Petru Valensky (Montevideo, 8 de agosto de 1958), es un actor, humorista y comunicador uruguayo. En su trayectoria de más de cuarenta años, ha actuado en teatro, musicales, cine, televisión, ópera, zarzuela, radio y carnaval, siendo uno de los pocos actores de su país en participar activamente en todos los géneros. 
En 2023, recibió el Premio Florencio a la trayectoria, el más importante en el ámbito teatral de su país.  

## Biografía

### Comienzos
De formación autodidacta, dio sus primeros pasos en el café concert como monologuista a principios de los años 1980, en bares de Montevideo como Controversia, Arco Iris y Gente, a la vez que trabajaba en una veterinaria. Sus referentes fueron grandes artistas del género como Antonio Gasalla, Enrique Pinti, Nacha Guevara y Carlos Perciavalle. 
Esto le causó ciertos conflictos con el régimen militar que gobernaba el país, ya que en 1982 fue detenido por 72 horas en una razia que se llevó a cabo en uno de los bares.
En 1986 actuó en la obra teatral para niños Los cuentos de la selva, en la sala de la Asociación Cristiana de Jóvenes, bajo la dirección de Washington Sassi. También participó en el grupo teatral Teatro para Todos.

### ¿Quién le teme a Italia Fausta?
El 6 de febrero de 1988 se estrenó en el Teatro del Anglo ¿Quién le teme a Italia Fausta?, un espectáculo teatral brasileño del género besteirol escrito por Miguel Magno y Ricardo de Almeida, en el que Petru Valenski tuvo su primer rol protagónico, dirigido por su gran mentor, Omar Varela.
A partir de allí, Valensky comenzaría a ser uno de los actores teatrales más populares de la región. Por ese tiempo se crea la compañía teatral Italia Fausta, elenco que Petru Valenski integra en forma permanente hasta la actualidad. 
¿Quién le tema a Italia Fausta? permaneció en cartel hasta 2003, siendo la obra teatral con mayor éxito en la historia del Uruguay —más de 300 000 espectadores— y la de mayor permanencia ininterrumpida. En 2013, al cumplirse veinticinco años del estreno, se realizaron varias funciones con localidades agotadas.
Debido a esta obra ganó en 1989 el premio a Mejor Actor Extranjero en Miami, otorgado por la Asociación de Críticos de Arte de los Estados Unidos.

### Conducción y televisión
Valenksky ha protagonizado más de cincuenta espectáculos, recorriendo todos los géneros teatrales, tanto en su especialidad —el café concert— como en comedia, musicales y teatro de revista.
En televisión comenzó a principios de los noventa en el programa De igual a igual, emitido por Monte Carlo TV, e integró el elenco estable de Decalegrón, programa de humor emitido por Saeta TV Canal 10, junto a Ricardo Espalter, Enrique Almada, Eduardo D'Angelo, Pelusa Vera, Eduardo Freda, Andrés Redondo y Pedro Novi, entre otros.
En 1989 protagoniza junto a Mary da Cuña la comedia musical Cabaret de J. Kander y F. Ebb en el Teatro del Centro de Montevideo, bajo la dirección de Sergio Otermin.
En 1998 participó en la película El chevrolé, bajo la dirección de Leonardo Ricagni, considerada la primera película de la corriente moderna del cine uruguayo, que llevó 60 000 espectadores a las salas locales.
En 2003 cocondujo el programa Dos por noche, junto a Marcelo Galli, donde interpretaban a las famosas hermanas Coito, en el canal de cable VTV. El programa se emitió durante cinco años, y regresaría a la pantalla en 2013.
En 2009 cocondujo el programa Puglia y compañía, conducido por el chef y empresario Sergio Puglia, en la pantalla de Saeta TV Canal 10. Ese mismo año viaja a Estados Unidos, donde realiza una gira con su unipersonal y es aclamado por la crítica. También estrena la pieza Cada vez me gusta más, dirigida por Omar Varela, junto a la actriz Laura Sánchez. Con ella emprenden una gira nacional que los lleva a recorrer todo el país.
En 2010 y 2011 incursiona en el carnaval con los parodistas Los Muchachos. Desde fines de 2010 es coconductor del programa Hola vecinos, de Canal 10. Ese mismo año participó en la serie Correr el riesgo, del Monte Carlo TV, donde interpretó a un policía corrupto. En esa misma época incursionó en el teatro de revista junto a Celina Rucci, con la obra ¡Boom, Diosa!
Realizó varias temporadas teatrales en Buenos Aires con su espectáculo Solo Petru, el cual también fue presentado en otros países con gran éxito.
En 2011 participa en el musical infantil La magia del tulipán, junto a Claudia Fernández, en el teatro Metro.
En 2012 y 2013 presentó su espectáculo Atrevidos. También Tres en Café Concert, junto a Danilo Mazzó y Fabián Silva, obra que es un homenaje al clásico café concert de los años sesenta, setenta y ochenta, y a quienes lo crearon; el espectáculo tuvo tal éxito que fue también presentado en Broadway, Nueva York.
En 2013 participa en la película animada Anina, dando voz a uno de los personajes.
En 2014 comienza a coconducir el programa de canal 10, La Mañana en Casa compartiendo el espacio con su alter ego femenino "Doris".
En reiteradas ocasiones ha contribuido con causas benéficas, donando lo recaudado en sus obras o participando en campañas de concientización. 
Es integrante de la Sociedad Uruguaya de Actores.

## Teatro
- (1985) Saltoncito
- (1986) Los cuentos de la Selva
- (1988) Quién le teme a Italia Fausta?
- (1989) Cabaret con Mary Da Cunha, dirección de Sergio Otermi y gran elenco
- (1990) El misterio de Irma Vap
- (1991) Solo Petru
- (1992) Arlequino, servidor de 2 patrones
- (1993) Alcanzame la polvera
- (1996) Las 3 Rosas encarnadas
- (1997) Cándido
- (1999) El Show de Petru Valensky
- (2000) Greta Garbo, quién diría, terminó en el barrio Sur
- (2002) La bien paga, un musical apasionado
- (2003) No te vistas que no vas
- (2004) Golpeá, que te van a abrir
- (2005) Más loca que una cabra
- (2007) Petru en show
- (2009) Cada vez me gusta más con Laura Sánchez
- (2010) ¡Boom, Diosa! con Celina Rucci
- (2011) y (2012) Tres en café concert con Danilo Mazzo y Fabian Silva
- (2012) Tremendo humor en compañía
- (2013) Desestresados
- (2013) Contreras
- (2014) Carmen, de Georges Bizet
- (2016) El dúo de la Africana
- (2019) Hasta que la muerte nos separe con Kairo Herrera.
- (2023) Requerí2 con Federico Longo.
- (2024) - (2025) En café Concert con Leandro Trasante. (Teatro Eslabón)
- (2024) Barullo, con Federico Longo y Lucía Giménez.
- (2024) ¿Quién le teme a Italia Fausta?, 5 funciones en el Teatro Solís. Con Fito Galli y Virginia Mendez.

## Televisión
| Año           | Trabajo           | Rol            | Canal          |
| ------------- | ----------------- | -------------- | -------------- |
| 1991-1994     | De igual a igual  | Equipo         | Monte Carlo TV |
| 1992-2002     | Decalegrón        | Elenco estable | Canal 10       |
| 2003-2008     | Dos por noche     | Coconductor    | VTV            |
| 2009          | Puglia y compañía | Coconductor    | Canal 10       |
| 2010-2015     | Hola vecinos      | Coconductor    | Canal 10       |
| 2011          | Correr el riesgo  | Rol especial   | Monte Carlo TV |
| 2015-presente | La mañana en casa | Coconductor    | Canal 10       |

## Cine
- 1998 - El chevrolé
- 2013 - Anina (Voz)
- 2014 - Impétigo